# Břetislav Rychlík

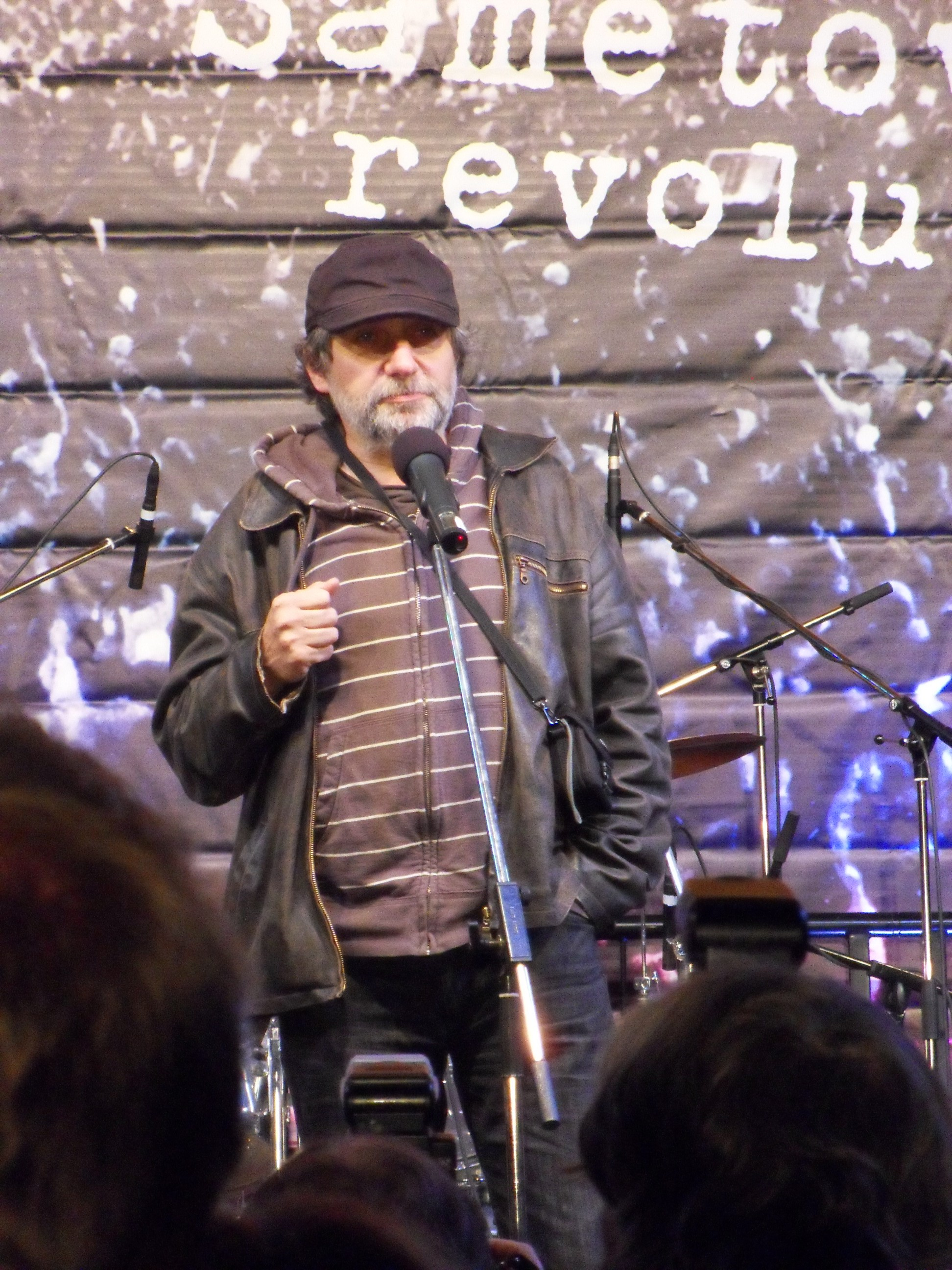
Břetislav Rychlík (2009)

Břetislav Rychlík (* 23. července 1958 Uherské Hradiště) je český herec, scenárista, režisér a vysokoškolský pedagog. Od září 2024 působí jako senátor za obvod č. 59 – Brno-město, zvolen byl jako nestraník za TOP 09 s podporou ODS, Pirátů a Zelených.

## Život
Začátkem 80. let 20. století debutoval ve Slováckém divadle, později hrál v brněnském HaDivadle a od roku 2011 učil na JAMU režii v ateliéru Josefa Kovalčuka. V posledních letech již odmítá hrát a věnuje se převážně filmové dokumentární tvorbě. Natočil více než 60 snímků, například ve spolupráci s Kanceláří veřejného ochránce práv Otakara Motejla cyklus Případ pro ombudsmana.
Je signatářem a šiřitelem petice Několik vět vypracovanou Chartou 77. 17. listopadu 1989 během hostování Hadivadla a Divadla Husa na provázku přerušili s Petrem Oslzlým divadelní představení a udělali rozhovor se studentem Romanem Ráčkem, zmláceným na Národní třídě režimní policií. Mělo se jednat o první zprávy o dění na Národní třídě. Druhý den obě divadla jako první zahájila stávku československých divadel. Na pozvání Václava Havla byl 19. listopadu na zakládání Občanského fóra v Činoherním klubu. Po návratu do Brna moderoval všechny protirežimní demonstrace v Brně, které přispěly k pádu režimu KSČ. Je členem poroty Ceny Františka Kriegla.
Během krize v České televizi na přelomu roku 2000 a 2001 byl jedním ze zakladatelů a prvních mluvčích občanské iniciativy Česká televize – věc veřejná. Svobodě, nezávislosti a kvalitě médií se věnoval i v následujících letech.
Jeho manželkou je od roku 1988 Monika Rychlíková, má dvě dcery – Julianu a Apolenu, která je dokumentaristkou a novinářkou.

## Politická angažovanost
V srpnu 2023 bylo zveřejněno, že Rychlík jedná s TOP 09 o své kandidatuře ve volbách do Senátu PČR na podzim 2024 za koalici SPOLU (tj. ODS, TOP 09 a KDU-ČSL). V březnu 2024 TOP 09 oznámila, že jejím kandidátem v obvodu č. 59 – Brno-město bude jako nestraník právě Břetislav Rychlík. Jeho kandidaturu podpořili také ODS, Piráti, Zelení, hnutí Fakt Brno a hnutí Idealisté. V prvním kole vyhrál, když získal 28,77 % hlasů. Ve druhém porazil kandidátku hnutí ANO a SOCDEM Karin Podivinskou, když získal 67,80 % (8 754 hlasů).

## Vybraná filmová díla
| - Dědictví aneb Kurvaseneříká (2014) - Císař a tambor (1998) - Bumerang (1996) – Alfréd Ballenberg - Draculův švagr (1996) (TV seriál) – Hynek - …ani smrt nebere (1995) – Vilém Smutný - Uctivá poklona, pane Kohn – 5. díl – Abychom zdraví byli (1993) – Mayer - Dědictví aneb Kurvahošigutntag (1992) – Francek - Dnes večer na Chmelnici (1991) (TV) - O líné Pepině (1991) (TV) - Poslední (1991) - Vojtěch, řečený sirotek (1989) – Venca - Král lenochů (1989) (TV) - O živej vode (1987) – slepý sluha - Pětka s hvězdičkou (1985) – pošťák Vrána | - Kamenolom Boží (2005) - …ani smrt nebere (1995) - Kamenolom Boží (2005) - Valašský snář (1999) - …ani smrt nebere (1995) - Jeden rok (1998) - Poslední dva (2005) - Kamenolom Boží (2005) - Valašský snář (1999) - Česká klišé |